# IC 4832
IC 4832 је спирална галаксија у сазвјежђу Телескоп која се налази на листи објеката дубоког неба у Индекс каталогу.
Деклинација објекта је - 56° 36' 35" а ректасцензија 19h 14m 3,9s. Привидна величина (магнитуда) објекта IC 4832 износи 13,0 а фотографска магнитуда 13,8. IC 4832 је још познат и под ознакама ESO 184-39, IRAS 19098-5641, PGC 62938.